# Cecil Taylor
Cecil Percival Taylor (Queens, maart 1929 - Brooklyn, 5 april 2018) was een Amerikaanse jazzpianist, componist en dichter.

## Biografie
Op 5-jarige leeftijd kreeg Taylor zijn eerste pianoles bij zijn moeder. Hij studeerde harmonieleer en compositie aan het New York College of Music en vervolgde zijn compositiestudies tussen 1947 en 1951 aan het New England Conservatory (o.a. bij Henry Cowell) tot aan de afronding. Na een eerste start in r&b- en swingbands begin jaren 1950 (zo bij Hot Lips Page en Johnny Hodges) formeerde hij in 1956 zijn eigen band met de sopraansaxofonist Steve Lacy, de bassist Buell Neidlinger en de drummer Dennis Charles. Al zijn eerste in 1956 bij Transition Records uitgebrachte plaat Jazz Advance telt tegenwoordig als een noviteit, waarin hij al de vrijheden toont, die later tot zijn kenmerk als buitengewone pianist zouden worden.
Taylor is bekend voor zijn uiterst energetische, voorts lichaams-geprofileerde spelwijze en zijn buitengewone complexe improvisatiekunst, die vaak clusters en moeilijke polyritmische structuren bevat. Zijn kunst berust zowel op de technieken van de nieuwe muziek en de modern jazz (vooral van Bud Powell en Lennie Tristano) als ook op de West-Afrikaanse percussiemuziek. De criticus Valerie Wilmer zei dat Taylor de piano bespeelde als 88 gestemde bongo's. Volgens Joachim-Ernst Berendt ligt het feitelijke overweldigende aan zijn improvisaties in de fysieke kracht, waarmee hij speelt.
Projecten tijdens de jaren 1960 brachten Taylor in contact met John Coltrane en Archie Shepp. Ondanks een waardering in de DownBeat-poll had hij bij het Amerikaanse publiek vooreerst geen succes en moest hij werken als bordenwasser. Gil Evans bood Taylor de kans om zijn muziek te presenteren op zijn album Into the Hot (1961). Het grootste aandeel aan zijn muzikale ontwikkeling had het hervormde ensemble met de altsaxofonist Jimmy Lyons (van 1961 tot aan diens overlijden in 1986) en drummers als Sunny Murray, met wie Taylor in 1962/1963 op een Europese tournee ging en voor de eerste keer grote waardering kreeg van zijn publiek.
Binnen deze band, die optrad zonder bassist, ontwikkelden de muzikanten steeds weer nieuwe, uiterst expressieve vormen van het ensemblespel. In plaats van Murray speelde daarna Andrew Cyrille in deze unit. Begin jaren 1970 begon Taylor ook met piano-solo-optredens (Air Above Mountains (Buildings Within), 1976) en nam hij meerdere leeropdrachten aan op Amerikaanse hogescholen. Zijn concerten bevatten in toenemende mate theatrale, perfomatieve elementen. Hij schreef gedichten, die hij ook in het kader van zijn concerten voordroeg. Hij trad ook op met Max Roach en Mary Lou Williams.
Na het overlijden van Lyons ging Taylor over naar een kleinere triobezetting en werkte hij samen met de bassist William Parker, met wie hij begin jaren 1990 samen met Tony Oxley speelde in het Feel Trio. Vervolgens leidde hij talrijke projecten met grote bands. Zijn concerten in Berlijn in 1988 tot 1999 werden vergaand uitgebracht door het Duitse label FMP en zo werden de prestaties in samenwerking met Europese improvisators als Derek Bailey, Evan Parker, Peter Kowald, Han Bennink en Tristan Honsinger gedocumenteerd.
Tijdens de laatste jaren was hij op tournee met Oxley en de trompettist Bill Dixon. De meesten van zijn opnamen van het laatste decennium werden uitgebracht door kleine Europese labels, uitgezonderd het eerder niet kenmerkende album Momentum Space (Dewey Redman en Elvin Jones) bij Verve Records/Gitanes. Het klassieke label Bridge bracht zijn plaat Algonquin uit, een in 1998 in de Library of Congress opgenomen duet met de violist Mat Maneri.
Taylor was altijd geïnteresseerd in ballet en dans. Zijn moeder, die overleed in zijn kindertijd, was danseres en speelde ook piano en viool. In 1977 en 1979 werkte hij samen met de danseres Dianne McIntyre. In 1979 componeerde en speelde hij de muziek voor het twaalfminuten-ballet Tetra-Stomp: Eatin Rain in Space met Michail Baryschnikow en Heather Watts.

## Overlijden
Cecil Taylor overleed in april 2018 op 89-jarige leeftijd.

## Onderscheidingen
In 1991 was hij MacArthur Fellow. Het zeer vroege album Looking Ahead (1958) werd in 1998 in de lijst '100 Records That Set the World on Fire (While No One Was Listening)' van The Wire opgenomen. Voor 2013 werd hem de Kyoto-prijs toegekend.

## Documentaire film
In 2004 beëindigde de filmmaker Christopher Felver uit het Californische Sausalito het werk aan zijn 72-minuten durende dokumentairefilm Cecil Taylor: All the Notes, die de cameraschuwe en interview-afkerige pianist over een periode van tien jaar begeleid. De film had in 2005 zijn Europese première tijdens het 'Total Music Meeting' in de Berlijnse galerij in Berlin-Kreuzberg.

## Discografie
- 1956: Jazz Advance
- 1957: The Cecil Taylor Quartet at Newport
- 1960: The World of Cecil Taylor
- 1961: New York City R&B
- 1966: Unit Structures (Blue Note Records)
- 1966: Conquistador! (Blue Note Records)
- 1968: Jazz Composer's Orchestra: Communications (met Michael Mantler en anderen)
- 1969: The Great Concert (identiek met Nuits de la Fondation Maeght)
- 1977: Cecil Taylor & Mary Lou Williams: Embraced
- 1978: Cecil Taylor Unit
- 1979: Cecil Taylor & Max Roach: Historic Concert
- 1980: Fly! Fly! Fly!
- 1984: Cecil Taylor Segments II/ Orchestra of two Continents
- 1987: Live in Vienna
- 1987: Tzotzil Mummers Tzotzil
- 1988: Pleistozaen mit Wasser (met Derek Bailey)
- 1988: Remembrance (met Louis Moholo)
- 1988: Leaf Palm Hand (met Tony Oxley)
- 1989: Looking (The Feel Trio)
- 1990: Cecil Taylor – William Parker: Masashi Harada – CT: The Dance Project, ed. 2008
- 1996: The Light of Corona
- 1996: Almeda (To Matie), ed. 2012
- 1998: Qu'a: Live at the Iridium, vol. 1 & 2
- 2000: The Willisau Concert
- 2000:  All The Notes, ed. 2004
- 2003: Dominic Duval & Cecil Taylor: The Last Dance, ed. 2009
- 2008: Cecil Taylor & Tony Oxley: Ailanthus / Altissima: Bilateral Dimensions of 2 Root Songs, ed. 2010
- 2009: Piano Solo at Town Hall 1971, ed. 2009
- 2018: Cecil Taylor & Sunny Murray: Corona (FMP/Destination Out), ed. 2018
- 2018: Poschiavo (Black Sun)
- 2019: Mysteries: Untitled (Black Sun, ed. 2019)

### Compilatie
- The Complete Candid Records Recordings of Cecil Taylor and Buell Neidlinger (1960/61) – (Mosaic Records, 1989) – 6 lp's en 4 cd's met Archie Shepp, Dennis Charles, Steve Lacy, Charles Davis, Clark Terry, Roswell Rudd, Billy Higgins